# Німе кіно
Німе кіно — загальноприйнята назва кінематографа в перші десятиліття його історії, коли фільми виходили на екрани без синхронно записаного звуку. Саме відсутність доступної технічної можливості запису і синхронного відтворення звуку (а не, скажімо, відсутність кольору) виявилося найважливішою обставиною, що визначила художню специфіку кінофільмів у цей період.
Відсутність у фільмах усної мови стало каталізатором пошуку нових можливостей організації образотворчого ряду. Завдяки цьому обмеженню склалася «німа» школа викладу складного сюжету засобами монтажу, з'явилися титри, основою акторської гри став специфічний вид пантоміми.
До початку 1920-тих років «німе кіно» отримало широкий набір художніх засобів, які зумовили одночасний розвиток декількох напрямків кінематографа як мистецтва — російського драматичного Євгена Бауера, німецький кіноекспресіонізм (Роберт Віне, Фрідріх Вільгельм Мурнау, Фріц Ланґ, Пауль Лені та ін.), американська оповідна школа (Девід Ворк Ґріффіт, Томас Інс та ін.) і радянська школа документально-художнього фільму (Дзиґа Вертов).